# 심영철
심영철(沈英喆, 서울 출생)은 대한민국의 설치미술가이며 수원대 조형예술학부 교수로 Korea Golf & Art village 아트 컨설팅 자문위원이다.

## 경력
- 개인전36회(국제전 10회), 단체전 250여회 이상(국제전 23회)

## 수상
- 2008년 국제미술대전 은상
- 2007년 제18회 석주미술상
- 2004년 제10회 마니프 서울국제아트페어 특별상 외 다수

## 작품소장
- 예술의 전당, 워커힐 호텔, 63빌딩, 뉴욕제과, Assem Tower Business center, 미국,프랑스,스페인,포르투갈 외 다수